# Siegfried-Grab

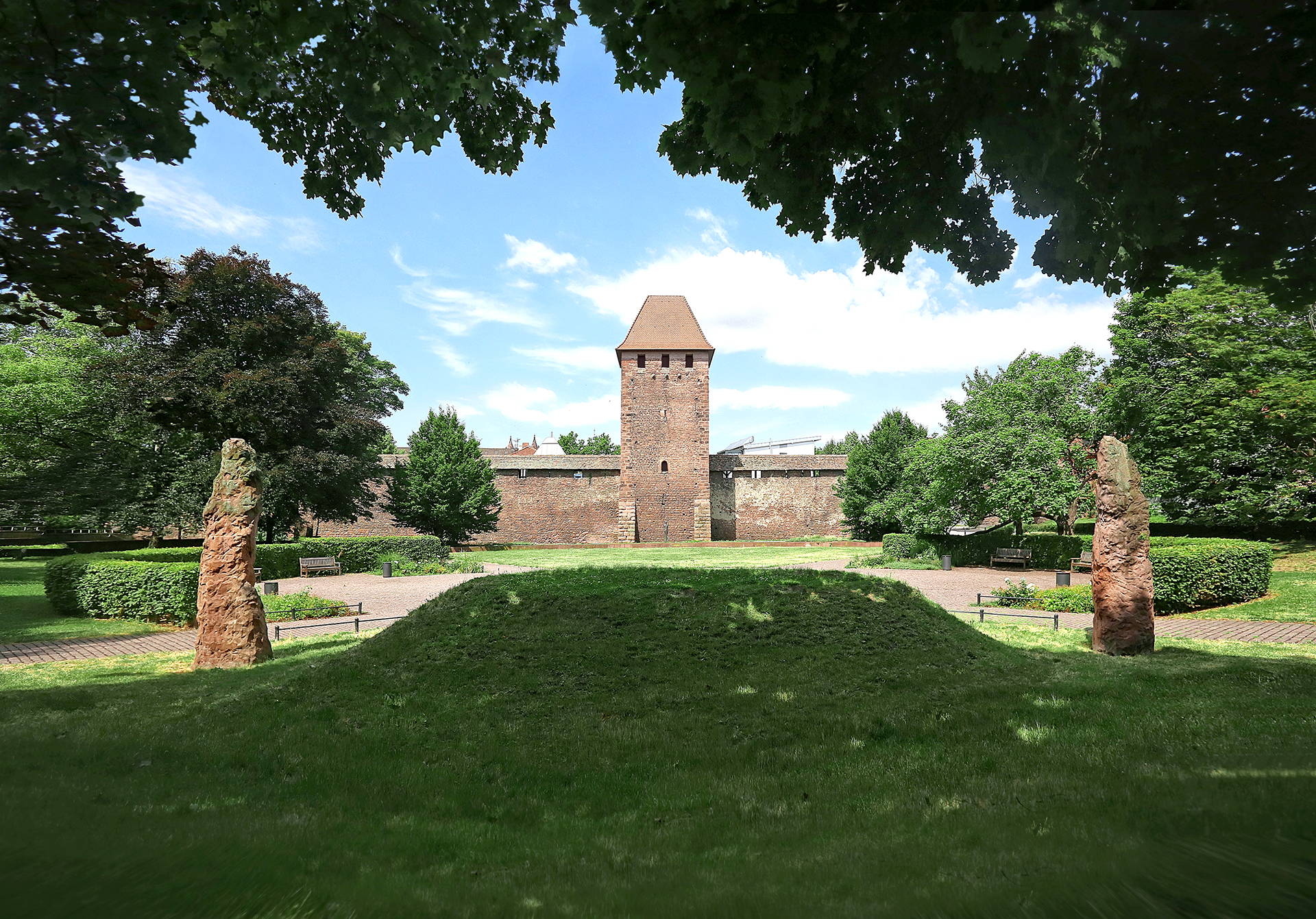
Land-Art-Projekt "Siegfrieds Grab" des Konzeptkünstlers Eichfelder vor der mittelalterlichen Stadtmauer in Worms

Das Siegfried-Grab war ein urgeschichtlicher Grabhügel im Stadtgebiet von Worms, der dem Volksglauben nach der Bestattungsort von Siegfried dem Drachentöter war. Der verloren gegangene Originalbefund wurde im Jahr 2003 vom Konzeptkünstler Eichfelder aufgegriffen und als Kunstwerk am Torturmplatz in Worms neu geschaffen.

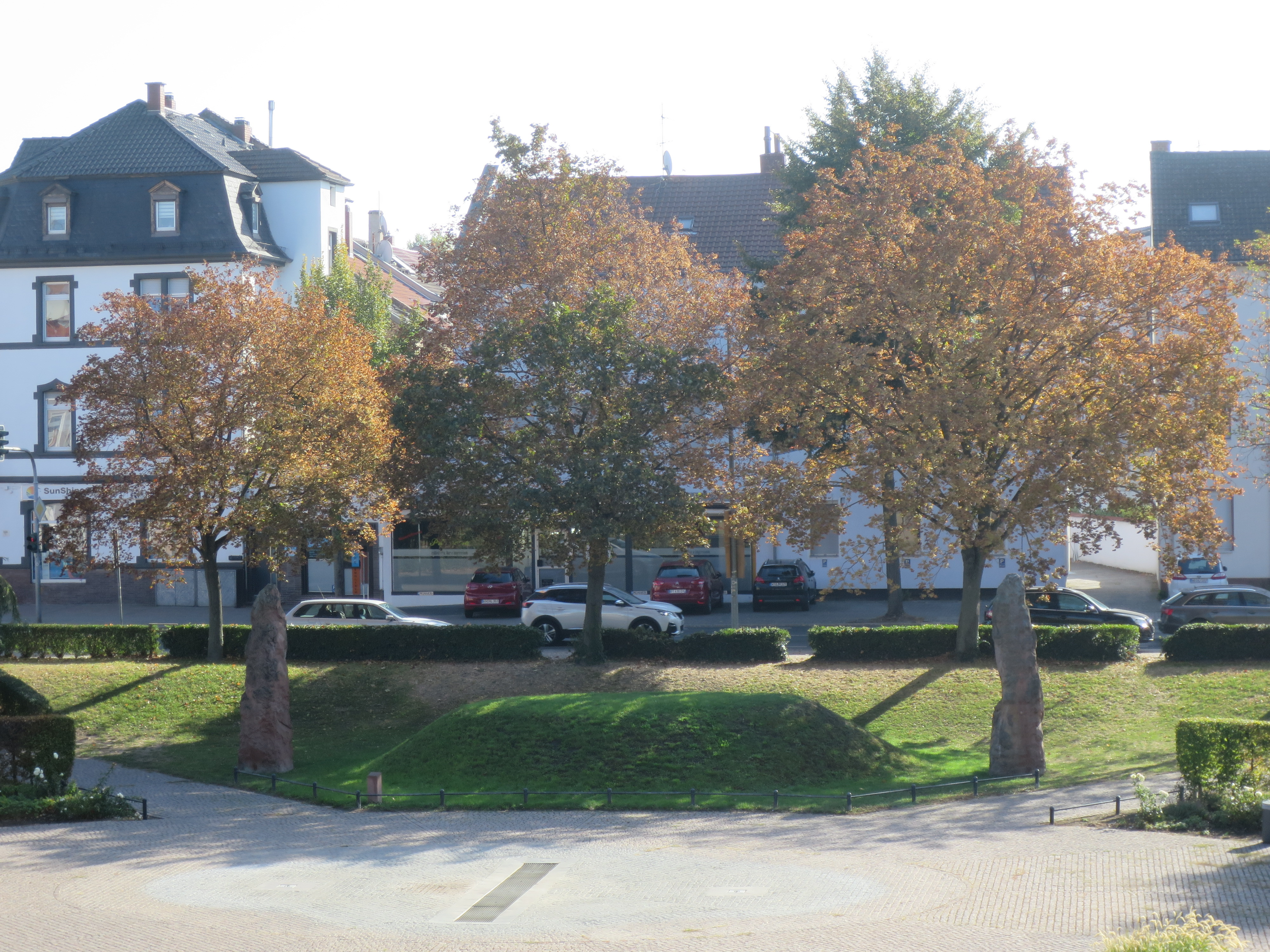

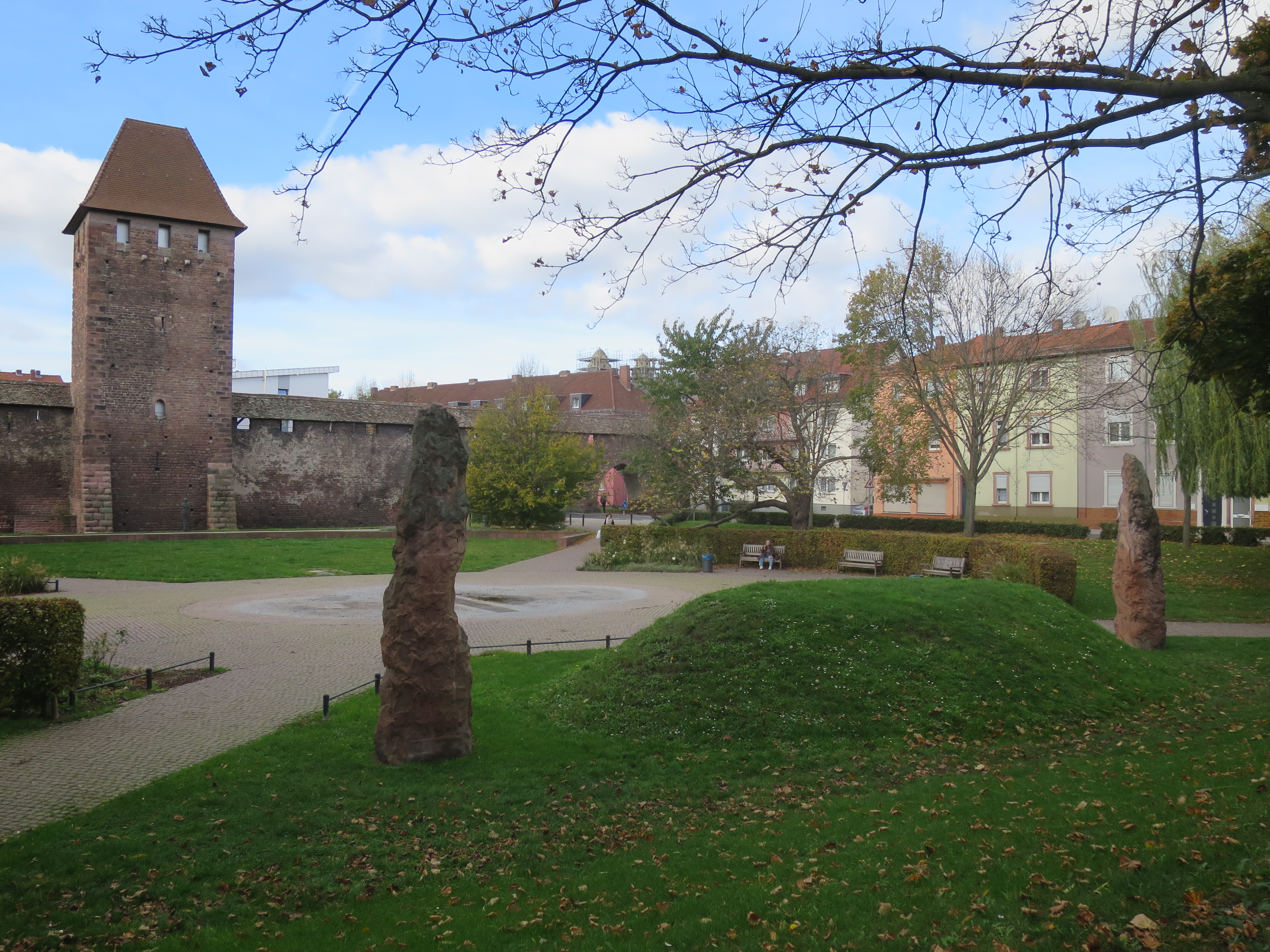
Moderne Nachschöpfung des „Siegfried-Grabes“

## Die urgeschichtliche Anlage

### Geografische Lage
Der urgeschichtliche Grabhügel befand sich auf einem Friedhof südlich des Zisterzienserinnen-Klosters Maria Münster. Dort standen zwei Kapellen, eine der Heiligen Cäcilia, die andere dem Heiligen Meinhart gewidmet. Nach Letzterem wurde der Friedhof auch „Meinharts-Kirchhof“ benannt. Der Friedhof wurde 1811 profaniert. Dort ist heute ein Gewerbegebiet.

### Bestand

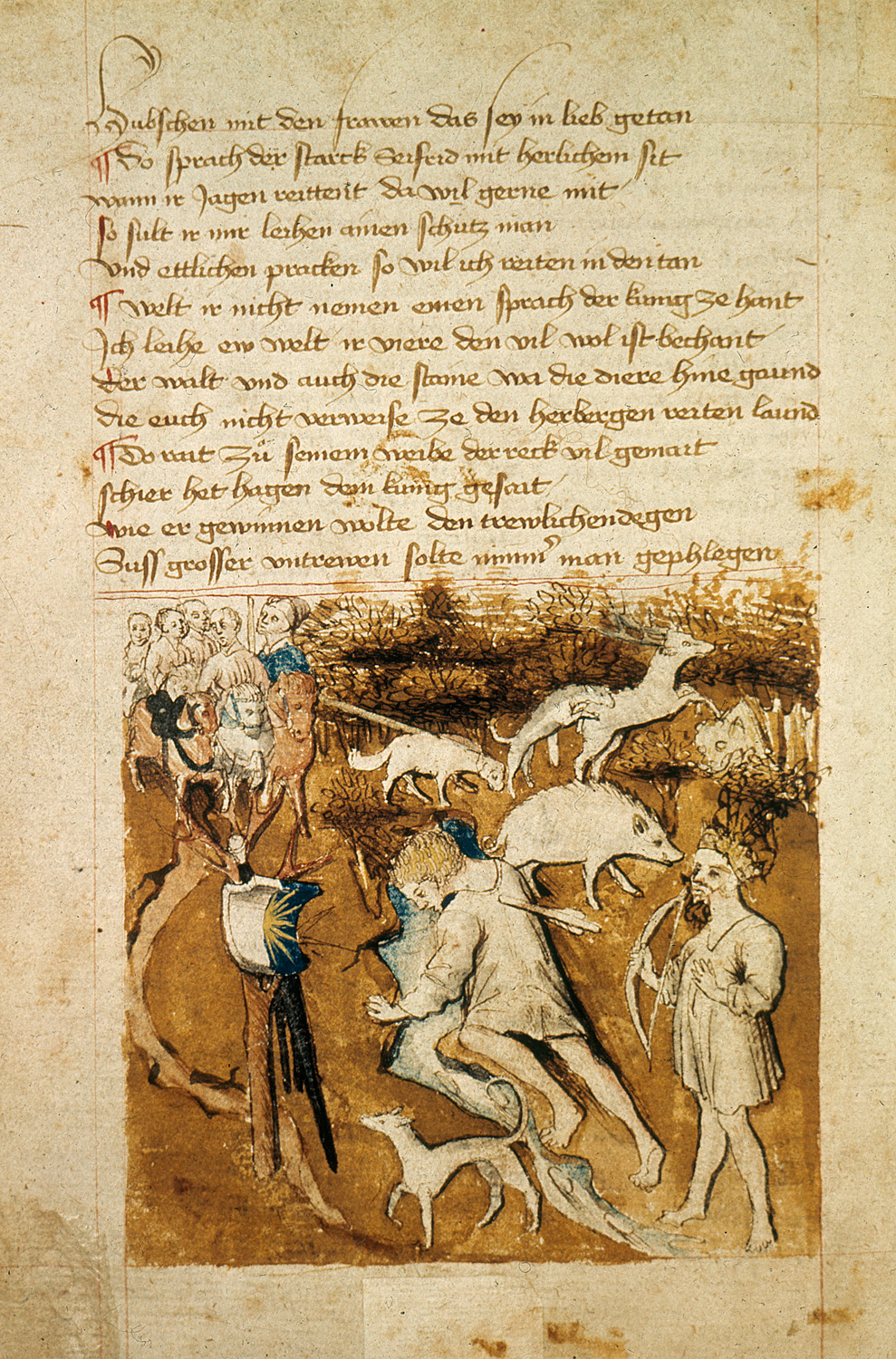
Siegfrieds Tod im Hundeshagenschen Kodex

Schriftliche Quellen zu dem Grab sind seit dem Ende des 15. Jahrhunderts erhalten. Dazu zählen die:
- Acta Wormatiensa des Wormser Stadtschreibers Adam von Schwechenheim, eine Chronik der Stadt[5]
- Kirschgartener Chronik von 1502[6]
- Angaben von Caspar Bruschius aus dem Jahr 1551[7][Anm. 1]
- Erwähnung durch Marquard Freher von 1613: „das Grab, des in ganz Deutschland besungenen Riesen, der den Ort durch sein Denkmal berühmt gemacht hat.“[8]

Demnach bestand die Grabhügelanlage ursprünglich aus einem Hügel von etwa 13 Metern Länge, der von mindestens zwei aus der Erde ragenden Steinen flankiert war. Weitere Details sind nicht beschrieben. Weder die Höhe der Steine noch die Position der Steine zum Grab noch die Höhe des Grabhügels sind überliefert. Auch ist unbekannt, wie viele Steine es ursprünglich waren, denn erst Bruschius nennt in der Mitte des 16. Jahrhunderts die Zahl zwei. Diese dürftige Quellenlage macht es unmöglich, die ursprüngliche Anlage einer oder mehreren urgeschichtlichen Epochen zuzuweisen. Alle Angaben dazu sind reine Spekulation.

### Deutung
Schon früh, spätestens aber seit dem 15. Jahrhundert, wurde die Anlage im Volksglauben als Grab Siegfrieds des Drachentöters interpretiert. Im Gegensatz zum Nibelungenlied wird Siegfried im ursprünglich nur mündlich überlieferten Sagenkreis als Riese dargestellt. In der Vorstellung des späten Mittelalters musste deshalb auch sein Grab riesenhaft sein.
Die nachträgliche Deutung, auf der Grundlage modernen, archäologisch fundierten Wissens über die Urgeschichte, sieht in der Anlage einen urgeschichtlichen oder römerzeitlichen Grabhügel.

### Ausgrabung durch Friedrich III.

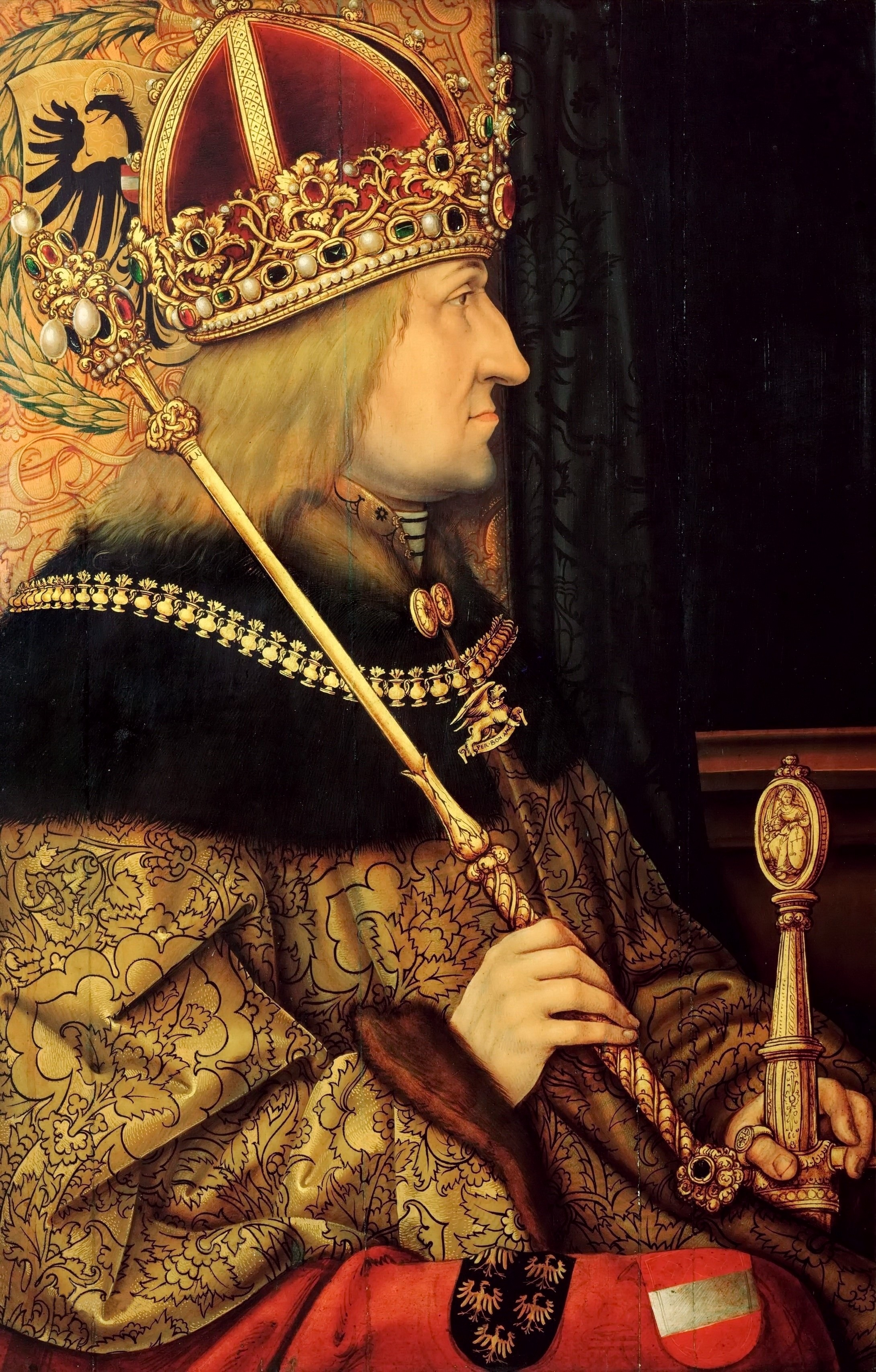
Kaiser Friedrich III.

Am 12. April 1488 besichtigte Kaiser Friedrich III. die Grabstätte. Friedrich III. hatte von dem berühmten Grab des Riesen „Sifridus der Hörnern“ gehört und wollte es genau wissen. Der Kaiser gab Anweisung, den Hügel „kreuzweise“ aufgraben zu lassen. Für einige Gulden wurden Tagelöhner angestellt, die bis auf das Grundwasser hinab gruben. Dazu, was gefunden wurde, gibt es in den Quellen unterschiedliche Aussagen: Die im gleichen Jahr aufgezeichnete städtische Chronik berichtet von einem Schädel und zahlreichen Knochen, die größer waren als die normaler Menschen. Die Chronik des Klosters Kirschgarten bestreitet, dass etwas gefunden wurde. Als kirchliches Werk distanzierte sie sich von den „unseriösen“ Quellen zu dem Grab, die den Kaiser veranlassten, aktiv zu werden. Dies sei eine Geschichte, an der der „Unverstand der Bauern“ festhielte, also „nur“ mündliche Überlieferung.
Die Aktion Kaiser Friedrichs III. stellt einen frühen Ansatz archäologischer Forschung dar: Er ließ im Boden nach materiellen Resten der Vergangenheit suchen, wobei nicht der materielle Wert dessen ausschlaggebend war, was er zu finden hoffte, sondern die Frage nach dem historischen Kern der überlieferten Sage. Das „kreuzweise“ Aufgraben der Anlage ist eine Technik, die auch heute noch beim Ausgraben von Hügelgräbern angewandt wird.
Auch von Kaiser Maximilian I. wird berichtet, dass er versucht habe, die Gebeine von Siegfried auszugraben. Es gibt dazu allerdings keine zeitgenössischen Berichte und es kann nicht ausgeschlossen werden, dass bei später verfassten Berichten eine Verwechslung mit den Aktivitäten seines Vaters, Friedrich III. vorliegt.

### Verlust
Heute ist von der ursprünglichen Anlage nichts mehr erhalten. Schon seit der zweiten Hälfte des 17. Jahrhunderts ist sie nicht mehr bezeugt.

## Das Kunstwerk
Der für das Kunstwerk „Siegfrieds Grab“ gewählte Ort hat mit dem des historischen Grabhügels nichts zu tun. Als Kunstwerk besteht das neue „Grab“ aus zwei Stein-Stelen, die nördlich und südlich eines aufgeschütteten Hügels stehen. Das Kunstwerk wurde 2003 geschaffen. Es steht in einer Grünanlage, dem Torturmplatz, in der Nähe des Nibelungenmuseums östlich der Stadtmauer, auf der zum Rhein hin gelegenen Seite der Altstadt. Die spärliche Überlieferungssituation ließ dem Konzeptkünstler Eichfelder bei der Konzeption des Kunstwerks „Siegfrieds Grab“ sehr große Freiheit. Er wählte eine Mischung verschiedener Formen aus unterschiedlichen urgeschichtlichen Kulturen, die sich für den Wormser Raum nachweisen lassen, und Sagentraditionen: Zwei vier Meter hohe Monolithe verweisen auf Menhire der Jungsteinzeit. Sie bestehen aus Buntsandstein, wiegen je 6 Tonnen und wurden am 13. März 2003 gesetzt. Das Kunstwerk wurde im Mai 2003 fertiggestellt. Menhire annähernder Größe stehen noch heute bei Rockenhausen, Saulheim und Blieskastel (Gollenstein).